# Carbonemys
Carbonemys cofrinii é uma tartaruga podocnemidídea extinta que viveu no meio do Paleoceno, descoberta na formação Cerrejón da bacia Cesar-Ranchería no nordeste da Colômbia. A formação é datada em 60 a 57 milhões de anos, começando cerca de cinco milhões de anos depois da extinção do Cretáceo-Paleogeno.

## Descoberta
Em 2005, o espécime holótipo foi descoberto na mina de carvão Cerrejón por um doutorando da Universidade Estadual da Carolina do Norte chamado Edwin Cadena. O espécime tinha um casco que media cerca de 1,72 metros, tornando-o uma das maiores tartarugas do mundo.
As mandíbulas de Carbonemys eram enormes e seriam fortes o suficiente para se alimentar de crocodilianos, que eram abundantes na primeira floresta neotropical da formação Cerrejón. Esta tartaruga coexistiu com o boídeo gigante Titanoboa.